# James Vincent McMorrow
James Vincent McMorrow (Dublin, 14 februari 1983) is een Iers singer-songwriter.

## Carrière
McMorrow bespeelt de gitaar, banjo en piano, maar begon aanvankelijk als drummer en luisterde overwegend naar hardcore en hiphop. Later trok muziek uit de jaren vijftig meer zijn aandacht. Nadat hij het door de Amerikaanse soulartiest Donny Hathaway geschreven liedje "I Love You More than You Will Ever Know" hoorde, besloot hij ook te zingen. McMorrow gebruikt steevast zijn kopstem en de door hem gemaakte folkmuziek wordt veelal vergeleken met die van Bon Iver en Ray LaMontagne. Het onafhankelijke platenlabel Vagrant Records verzorgde in februari/maart 2010 in het Verenigd Koninkrijk de uitgave van zijn debuutalbum,  getiteld Early in the Morning. In januari 2011 werd dit album, dat McMorrow begin 2009 gedurende vijf maanden in zijn eentje opnam in een huisje aan de kust van de Ierse Zee, tevens in andere landen uitgebracht. Bij optredens wordt hij begeleid door een vijfkoppige band.
In 2012 won McMorrow een European Border Breakers Award. De European Border Breakers Awards zijn prijzen die jaarlijks worden uitgereikt aan tien jonge veelbelovende Europese artiesten die het jaar ervoor succesvol buiten de eigen landsgrenzen debuteerden.

## Discografie

### Albums
| Album met eventuele hitnotering(en) in de Nederlandse Album Top 100 | Datum van verschijnen | Datum van binnenkomst | Hoogste positie | Aantal weken | Opmerkingen |
| ------------------------------------------------------------------- | --------------------- | --------------------- | --------------- | ------------ | ----------- |
| The sparrow and the wolf                                            | 2008                  | -                     |                 |              | ep          |
| Self titled ep                                                      | 05-10-2010            | -                     |                 |              | ep          |
| Early in the morning                                                | 20-05-2011            | 10-09-2011            | 92              | 1            |             |
| Post tropical                                                       | 14-01-2014            | -                     |                 |              |             |

| Album met hitnotering(en) in de Vlaamse Ultratop 200 albums | Datum van verschijnen | Datum van binnenkomst | Hoogste positie | Aantal weken | Opmerkingen |
| ----------------------------------------------------------- | --------------------- | --------------------- | --------------- | ------------ | ----------- |
| Early in the morning                                        | 2012                  | 22-09-2012            | 143             | 1*           |             |